# Choroedocus
Choroedocus es un género de  saltamontes de la subfamilia Catantopinae, familia Acrididae, y no está asignado a ninguna tribu. Este género se encuentra en Sudáfrica, India e Indochina.

## Especies
Las siguientes especies pertenecen al género Choroedocus:
- Choroedocus capensis (Thunberg, 1815)
- Choroedocus illustris (Walker, 1870)
- Choroedocus pallens Uvarov, 1933
- Choroedocus robustus (Serville, 1838)
- Choroedocus sparsus (Serville, 1838)
- Choroedocus violaceipes Miller, 1934